# Dratshang-Kloster
Das Dratshang-Kloster oder Dratshang Gön Ganden Chökhorling (tib.: grva tshang dgon dga' ldan chos 'khor gling) ist ein Kloster der Gelug-Schule des tibetischen Buddhismus (Vajrayana) im Kreis Huangyuan (tib. Tongkhor) der bezirksfreien Stadt Xining (tib. Ziling), der Hauptstadt der chinesischen Provinz Qinghai. Es liegt im Dorf Xiasi der Gemeinde Bazang. Das Kloster wurde 1637 an einer alten, der Überlieferung nach bis in die letzten Jahre der Östlichen Han-Dynastie zurückreichenden buddhistischen Stätte gegründet. Es ist eines der frühen Klöster des Kokonor-Gebiets im westlichen Gebiet von Tsongkha.
Das Kloster steht seit 1998 auf der Denkmalliste der Provinz Qinghai.